# Carrarzu e Iddia
Am Fundplatz Carrarzu e Iddia auf einem Felsvorsprung westlich von Bortigali in der Nähe der Straße von Bortigali nach Mulargia, bei Macomer in der Provinz Nuoro auf Sardinien befinden sich eng benachbart ein Dolmen, eine Nuraghe und eine Protonuraghe. 
Der stark gestörte Dolmen besteht aus einer Ansammlung großer, flacher Steine. Ein Deckstein, der in situ den östlichen Teil der Kammer bedeckt, ist der einzig sichere Hinweis auf dieses neolithisches Denkmal, das älter ist als die beiden nahen Nuraghen.
Die schwer beschädigte, nur im unteren Teil erhaltene Nuraghe umfasst die Ruinen des Turmes, eine Zisterne und die Reste runder Steinhütten. Die verwendeten Steine sind ungewöhnlich groß (einige von ihnen sind 1,5 m lang) und könnten von dem benachbarten oder einem völlig abgetragenen Dolmen stammen. 
Die Protonuraghe von Carrarzu e Iddia ist ein typisches Beispiel einer Korridornuraghe, der ältesten Art nuragischer Strukturen auf Sardinien. Andererseits liegt der Baustil  sehr nah an dem der Tholosnuraghen. Große Teile der Mauern und der Gang sind in gutem Zustand.
In der Nähe steht die Nuraghe Orolo.